# アケロウサウルス
アケロウサウルス（Achelousaurus）とは、アメリカで発見された中生代白亜紀後期のケラトプス科に属する恐竜である。全長は約6メートルで植物食。名前の意味は、「アケロオス（アヘロオス川の神）のトカゲ」。角のある恐竜から進化した角なし恐竜であり、エイニオサウルスに似た襟飾り（フリル）とパキリノサウルスに似た骨のこぶを持つことから、変身術を持つアケロオスにたとえられた。

## 特徴

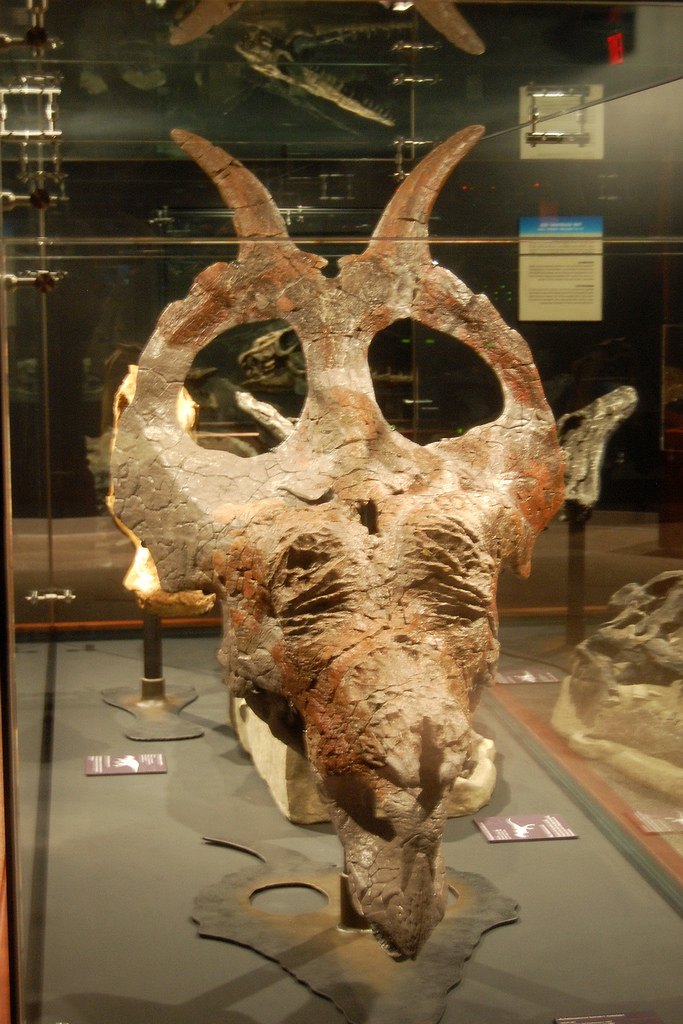
アケロウサウルス頭骨

人間との大きさ比較

トリケラトプスと同じケラトプス科だが鼻と額に角は無く、かわりに鼻の上に深い溝のある骨のこぶが広がり、襟飾り（フリル）の後ろのふちから二本の角が突き出していた。パキリノサウルスの祖先型の恐竜と見られている。

## 形態

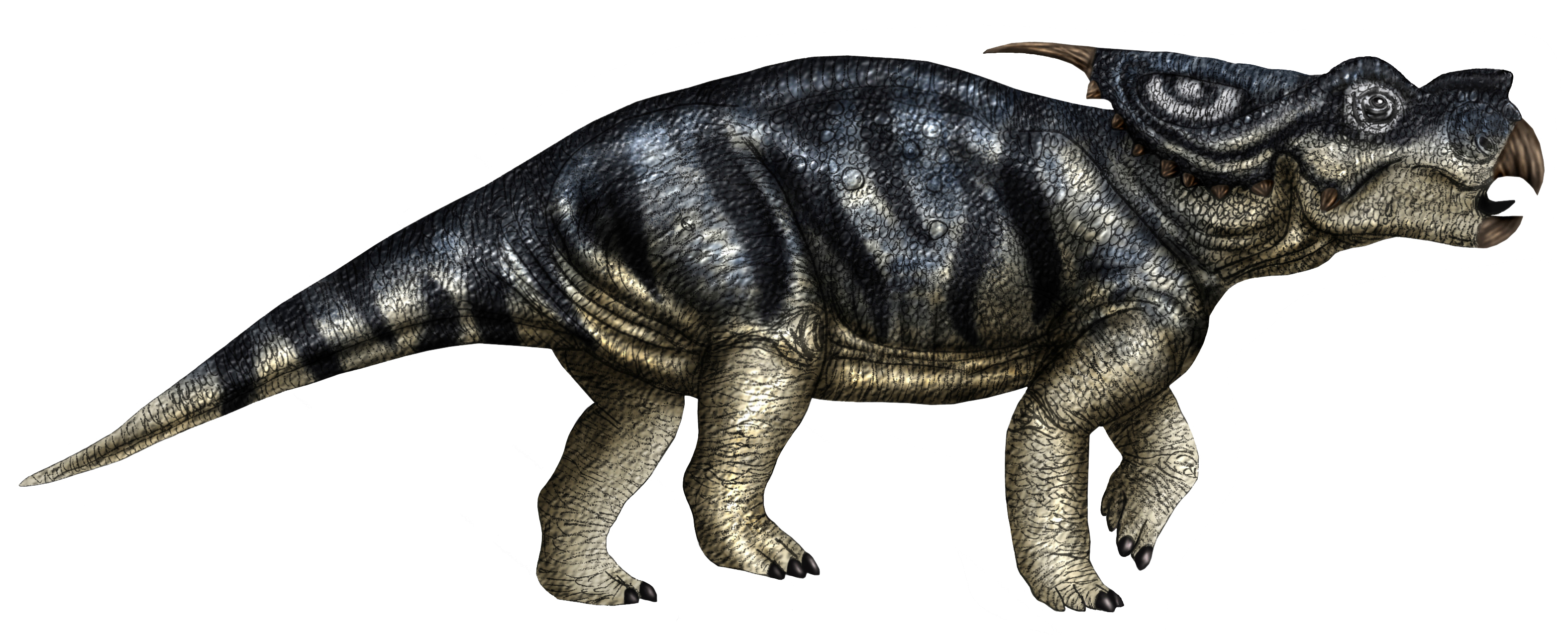
復原図

アケロウサウルスは全長6ｍ、体重3tと推定される。成体の頭骨(ホロタイプ MOR 485) は長さ1.62mと揣摩される。この寸法は同時代の他のセントロサウルス亜科のメンバーと同じ品等である。頭以外について他のセントロサウルス亜科と引照するに適当な微表はしられていない。ケラトプス科ということで、蹄のある指で四足歩行をし、尾は短く下垂していた。然許に大きな頭はまっすぐな頸部に附帯しており、嘴部は鉤状になっている。鼻腔は非常に大きい。そしてデンタルバッテリーに数百本もの長い歯が聢と並ぶ。
成体のアケロウサウルスの頭骨はしわだらけの重厚なこぶを鼻面にもつ。多くの他のケラトプス科では角が生えている部分だ。そのこぶは近縁なパキリノサウルスに見られるものに似ているが、より低く短く、前方の口先のあたりまで伸びている。MOR 485 のこぶは、正面末端でえぐれている、または穴が空いている。こぶ状の構造の角芯はおそらく近縁のアケロウサウルスのような曲がった角が成長と共に変形することで、そういった形状になるものと思われる。あるいは単純に、パキリノサウルスでも言われているように、角質の角の基底部を支える土台だったのかもしれない。また成体には、しわだらけのこぶ状の構造が眼窩上部に存在する。これも他のケラトプス科では角が生えていることが多い部分だ。そのこぶは頭頂骨から伸び、中央に高い横隆起を有し、基部は厚く、上部は薄い。これらのこぶもパキリノサウルスのものと似ているが、より高い隆起とより明瞭なしわがあった。亜成体 MOR 591の前後に長く上下に低い上眼窩角芯は、成体のエイニオサウルスおよびパキリノサウルスに類似していた。その内側はくぼんでいる。眼窩上部に隆起が存在し、これは成体への移行の兆しを表しているかもしれない。

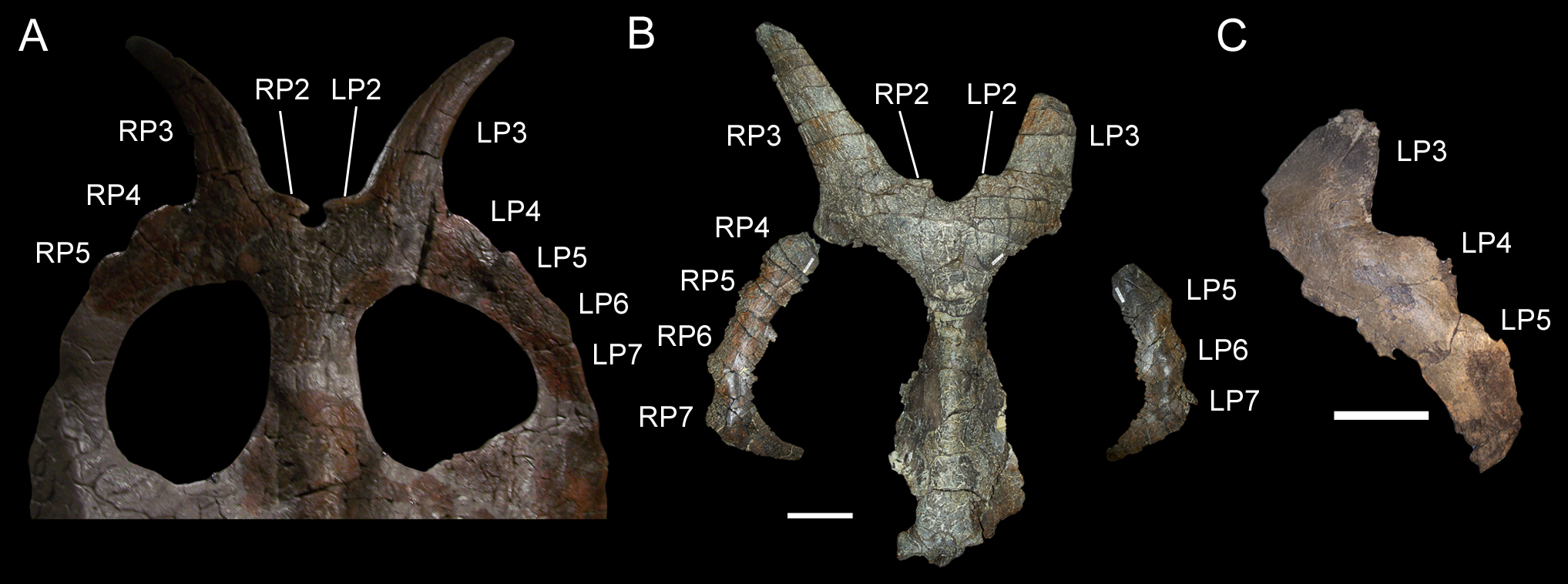
フリルと3つの頭骨。MOR 485, 571および 591

アケロウサウルスの頭頂部は正中線で空洞になっている。上端にはすべてのケラトプス科に見られる前頭の泉門と呼ばれる開口部があった。この空洞は、眼窩上のこぶの下側に伸びるため、その部分の厚さが25mmと相対的に薄く、空洞を形成している。この空洞は、成体では部分的に閉塞しているらしく、MOR485では、泉門は後部のみが開いているように見える。他のすべてのケラトプス科と同様、アケロウサウルスの頭骨は、鱗状骨と頭頂骨によって形成されるフリルを備える。頭頂骨はセントロサウルス亜科のタクサを区別し、タクサ間の類縁関係を解明するために使用される主要な骨の1つである。一方、体骨格はクレード全体で非常に似ている。アケロウサウルスのフリルには、両サイドに後方に伸び外側に湾曲した2つの大きなスパイクがある。サンプソンは1995年のアケロウサウルスの記載論文中で、そういった構造を正中線から外側に向かう順に数えた。これは1997年にセントロサウルス亜科全体に適用され、フリルの構造において現在一般的なナンバリングシステムとなっている。アケロウサウルスの最大のスパイクはプロセス3(第三縁頭頂骨)であり、エイニオサウルスに似ているが、より外側に湾曲する点ではパキリノサウルスに似ている。プロセス3の間にある小さなプロセス2は正中線に沿って直接生えている。セントロサウルスに見られるプロセス1はアケロウサウルスには存在しない。フリルには二つの大きな開口部があり、頭頂骨の正中線の棒が中仕切りになっている。直線状の大きな隆起の列が、頭頂骨に沿って走っている。これは、いくつかのパキリノサウルスの標本の同じ領域のスパイクや角と相同である可能性がある。相対的に小さなプロセスの列は、プロセス3の外側のホーンレットに沿って外側に走っていた。これらのより低いプロセスは、ケラトプス科のフリルの周囲にならぶ縁頭頂骨によって囲まれていたようだ。

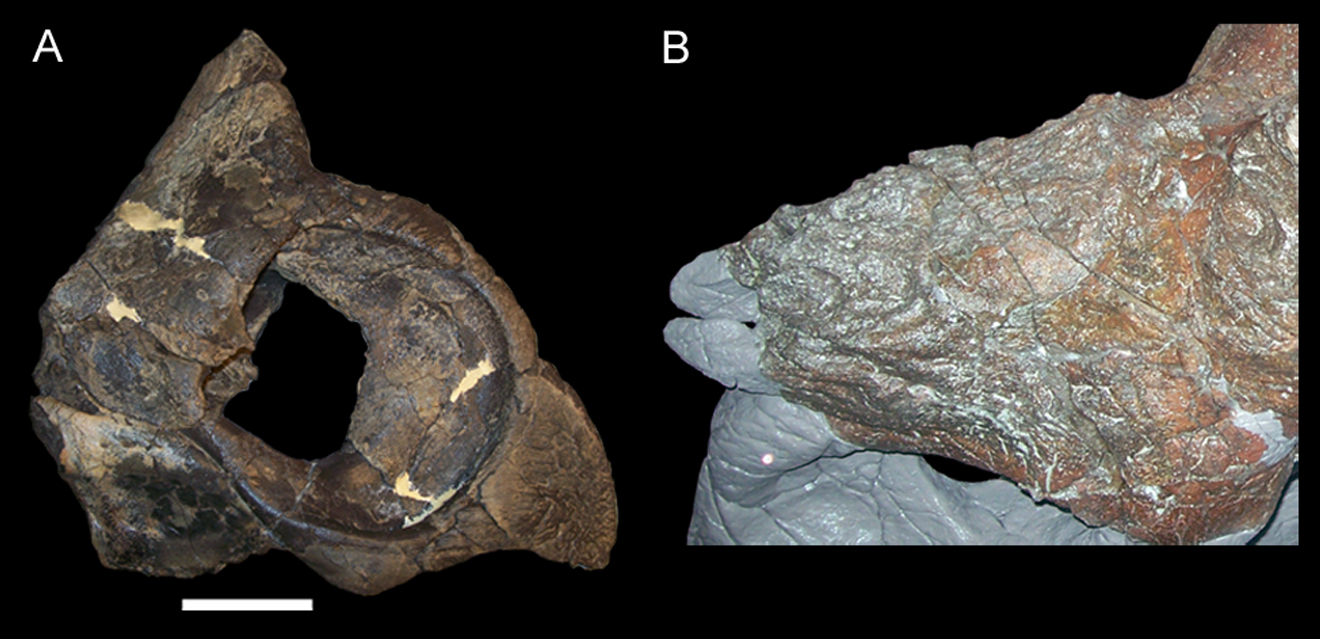
MOR 591と485の鼻骨

アケロウサウルスの頭骨のこぶは、生体では外皮に覆われていたかもしれないが、生きていた時の姿はわからない。2009年に、古生物学者の Tobin L. Hieronymusらは、現生の角をもつ動物の皮膚、角、頭部の特徴のそれぞれの相関を調べ、セントロサウルス亜科の頭骨についても同じ相関関係があるか調べた。彼らは、アケロウサウルスとパキリノサウルスの瘤のしわが、現代のジャコウウシ（ Ovibos moschatus）の瘤と同様に角質化していた証拠であるとした。成熟したアケロウサウルスの鼻の瘤は上向きに傾斜しており、その上面は厚い表皮パッドの付着部があり、両サイドには角質の鞘と相関する構造が認められた。表皮の厚いパッドは、鼻の瘤の先端のＶ型のくぼみから発生していたのかもしれない。眼窩の上の瘤は、その上の隆起の向きによって示されるように、コロノサウルスのそれに似た湾曲した角芯のような横向きの角度で成長する表皮の厚いパッドを有していたはずである。眼窩上部の瘤が基底に溝を欠いていたことは、角質の鞘が瘤のしわの縁にとどまっていたことを示唆する。さらに、鼻の瘤の前にある吻側の鱗の相関関係を確認し、壁側正中線および眼窩上部 - 頬骨領域に沿った鱗の列を同定した。